# Municipio de Calhoun (condado de Calhoun)
El municipio de Calhoun (en inglés: Calhoun Township) es un municipio ubicado en el condado de Calhoun en el estado estadounidense de Iowa. En el año 2010 tenía una población de 139 habitantes y una densidad poblacional de 1,7 personas por km².

## Geografía
El municipio de Calhoun se encuentra ubicado en las coordenadas 42°15′13″N 94°40′2″O / 42.25361, -94.66722. Según la Oficina del Censo de los Estados Unidos, el municipio tiene una superficie total de 81.87 km², de la cual 81,85 km² corresponden a tierra firme y (0,03 %) 0,02 km² es agua.

## Demografía
Según el censo de 2010, había 139 personas residiendo en el municipio de Calhoun. La densidad de población era de 1,7 hab./km². De los 139 habitantes, el municipio de Calhoun estaba compuesto por el 100 % blancos. Del total de la población el 0 % eran hispanos o latinos de cualquier raza.